# Herb powiatu miechowskiego
Herb powiatu miechowskiego – jeden z symboli powiatu miechowskiego, autorstwa Wojciecha Drelicharza, Zenona Piecha oraz Barbary Widłak, ustanowiony 15 listopada 1999.

## Wygląd i symbolika
Herb przedstawia na tarczy w polu czerwonym ukoronowanego Orła Białego zwróconego w lewo, o szponach, dziobie i języku złotych, z podwójnym czerwonym krzyżem na piersi, stojącego na dwóch skrzyżowanych szablach zwróconych sztychem ku górze, o głowniach srebrnych, a rękojeściach złotych. Jest to nawiązanie do tradycji bożogrobowców oraz walk narodowo-wyzwoleńczych na terenie powiatu.